# Mallophora contraria
Mallophora contraria är en tvåvingeart som beskrevs av Walker 1851. Mallophora contraria ingår i släktet Mallophora och familjen rovflugor. Inga underarter finns listade i Catalogue of Life.